# Bothria albomicans
Bothria albomicans là một loài ruồi trong họ Tachinidae.